# Cindy Fabre
Cindy Fabre (Cosne-Cours-sur-Loire, 26 settembre 1985) è una modella francese, vincitrice del titolo di Miss Francia 2005, in rappresentanza della Normandia.

## Biografia
La Fabre ha preso il posto di Lætitia Bléger nel ruolo di cinquantunesima Miss Francia il 4 dicembre 2004. In seguito la modella ha rappresentato la Francia a Miss Universo 2005, tenutosi a Bangkok nel maggio 2005, ma non si è classificata. Il concorso è stato poi vinto dalla canadese Natalie Glebova. Ha inoltre preso parte a Miss Mondo 2005, poi vinto da Unnur Birna Vilhjálmsdóttir, rappresentante dell'Islanda.
Dopo le esperienze nei concorsi di bellezza, Cindy Fabre ha intrapreso la carriera televisiva, conducendo alcuni programmi televisivi, fra cui L'agenda du week-end su France 2.